# This Modern Glitch
This Modern Glitch is het tweede studioalbum van de Britse indie band The Wombats. Het album is in Groot-Brittannië uitgebracht op 25 april 2011. Van dit album zijn 6 singles uitgegeven, namelijk "Tokyo (Vampires & Wolves), "Jump Into the Fog", "Anti-D", "Techno Fan" and "Our Perfect Disease" en  "1996". Het album is geproduceerd door Rich Costey, Eric Valentine, Butch Walker, Jacknife Lee en de leden van de band zelf.

## Tracklist
De officiële tracklist:
1. "Our Perfect Disease"  	(3:46)
2. "Tokyo (Vampires & Wolves)"  	(3:45)
3. "Jump Into the Fog"  	        (3:51)
4. "Anti-D"  	                (4:39)
5. "Last Night I Dreamt..."  	(3:32)
6. "Techno Fan"  	                (3:58)
7. "1996"  	                (4:19)
8. "Walking Disasters"  	        (4:16)
9. "Girls/Fast Cars"  	        (3:35)
10. "Schumacher the Champagne"  	(4:50)

## Ep's
De singles "Tokyo (Vampires & Wolves)", "Jump Into the Fog", "Anti-D", "Techno Fan" and "Our Perfect Disease" en  "1996" werden ook uitgebracht op elk een eigen ep met vier nummers. Op de ep's "Tokyo (Vampires & Wolves)" en "1996" staat het originele nummer plus een aantal Remixes. Op de Ep's van "Jump Into the Fog", "Anti-D", "Techno Fan" and "Our Perfect Disease" staat de sigle, plus 3 nieuwe nummers per ep.

### Jump Into the Fog
1. "Jump Into the Fog"           (3:51)
2. "How I Miss Sally Bray"       (3:24)
3. "Valentine"                   (3:59)
4. "Adicted to the Cure          (3:41)

### Techno Fan
1. "Techno Fan"                  (3:58)
2. "Avalanche"                   (4:01)
3. "Trampolining"                (3:32)
4. "Schock Goodbeyes and P45's   (4:23)

### Our Perfect Disease
1. "Our Perfect Disease"         (3:46)
2. "Guillotine"                  (4:09)
3. "IOU's"                       (4:04)
4. "Reynolds Park"               (3:39)

### Anti-D
1. "Anti-D"                      (4:39)
2. "I'm a Robot Like You         (3:47)
3. "Dear Hamburg"                (3:52)
4. "Wonderful Distruction        (4:14)